# Onthophagus psychopompus
Onthophagus psychopompus är en skalbaggsart som beskrevs av Ziani och Garakhloo 2010. Onthophagus psychopompus ingår i släktet Onthophagus och familjen bladhorningar. Inga underarter finns listade i Catalogue of Life.